# Николай Камов (инженер)
 Тази статия е за съветския авиоконструктор.  За българския политик вижте Николай Камов.  
Николай Илич Камов (на руски: Никола̀й Ильѝч Ка̀мов) е руски съветски инженер и авиоконструктор, създател на вертолетите „Ка“.
Основател е на конструкторското бюро „Камов“ в Люберци за проектиране на вертолети.
Още не навършил 16 г., постъпва е Томския технологичен институт (днес Томски политехнически университет), завършва го на 20 г. и остава в историята му като най-младия студент, випускник и инженер. Става доктор на техническите науки през 1962 г.
Удостоен е с високи съветски награди, като почетното звание „Герой на социалистическия труд“ (1972), Държавна награда на СССР (1972) и др.